# Smicroplectrus quinquecinctus
Smicroplectrus quinquecinctus là một loài tò vò trong họ Ichneumonidae.